# Freienbrink
Freienbrink ist ein zum Ortsteil Spreeau gehörender bewohnter Gemeindeteil von Grünheide im Landkreis Oder-Spree in Brandenburg.

## Lage
Freienbrink liegt rund zwei Kilometer südlich von Grünheide an der Spree am Rande des Landschaftsschutzgebiets „Müggelspree – Löcknitzer Wald- und Seengebiet“. Im Westen verläuft die Bundesautobahn 10 (Berliner Ring) mit der Anschlussstelle 7 „Freienbrink“.

## Geschichte
Der Ort in der Rüdersdorfer Heide entstand 1749 als Kolonie für pfälzische Siedler. Dabei wurden vom Amt Rüdersdorf zunächst drei Familien aus Zweibrücken in der sogenannten Räuberkuthe, so in Zukunft Freybrinck genannt angesiedelt, die im Zuge der Besiedlung in Freienbrink umbenannt wurde. In den folgenden Jahren sollten weitere Etablissements entstehen, die mit je zwei Morgen (Mg), Gärten und Wörden im Umfang von je 60 Mg Acker und 16 Mg Wiese ausgestattet wurden. Diese Besiedelung war erfolgreich und so verzeichnete die Statistik für das Jahr 1773 drei Erbzinsleute auf Frey Brinck. Diese erschienen im Jahr 1791 als drei Büdner mit zwei Hausleuten oder Einliegern, die drei Feuerstellen (=Haushalte) betrieben. In Summe lebten im Dorf 47 Personen.
Im Jahr 1801 waren es in der Kolonie nach wie vor drei Büdner, zwei Einlieger und drei Feuerstellen mit 21 Personen. Bis 1817 war die Anzahl auf 16 Einwohner gesunken, stieg aber wieder auf 36 Personen im Jahr 1840 an. Im genannten Jahr standen im Dorf mittlerweile vier Wohnhäuser; 1860 waren es vier Wohn- und neun Wirtschaftsgebäude mit 35 Personen (1858). Ihre Anzahl nahm auf 56 Personen im Jahr 1925 zu. Freienbrink wurde als Ansiedlung geführt (1927), ab 1932 als Wohnplatz und seit 1957 als Ortsteil von Spreeau.
In der Nachkriegszeit befand sich auf dem Gelände des jetzigen Güterverkehrszentrums die Außenstelle M/4 des MfS. Bis 2003 gehörte Freienbrink zu Spreeau, danach kam das Gebiet der Gemeinde Spreeau zur Gemeinde Grünheide.

## Wirtschaft

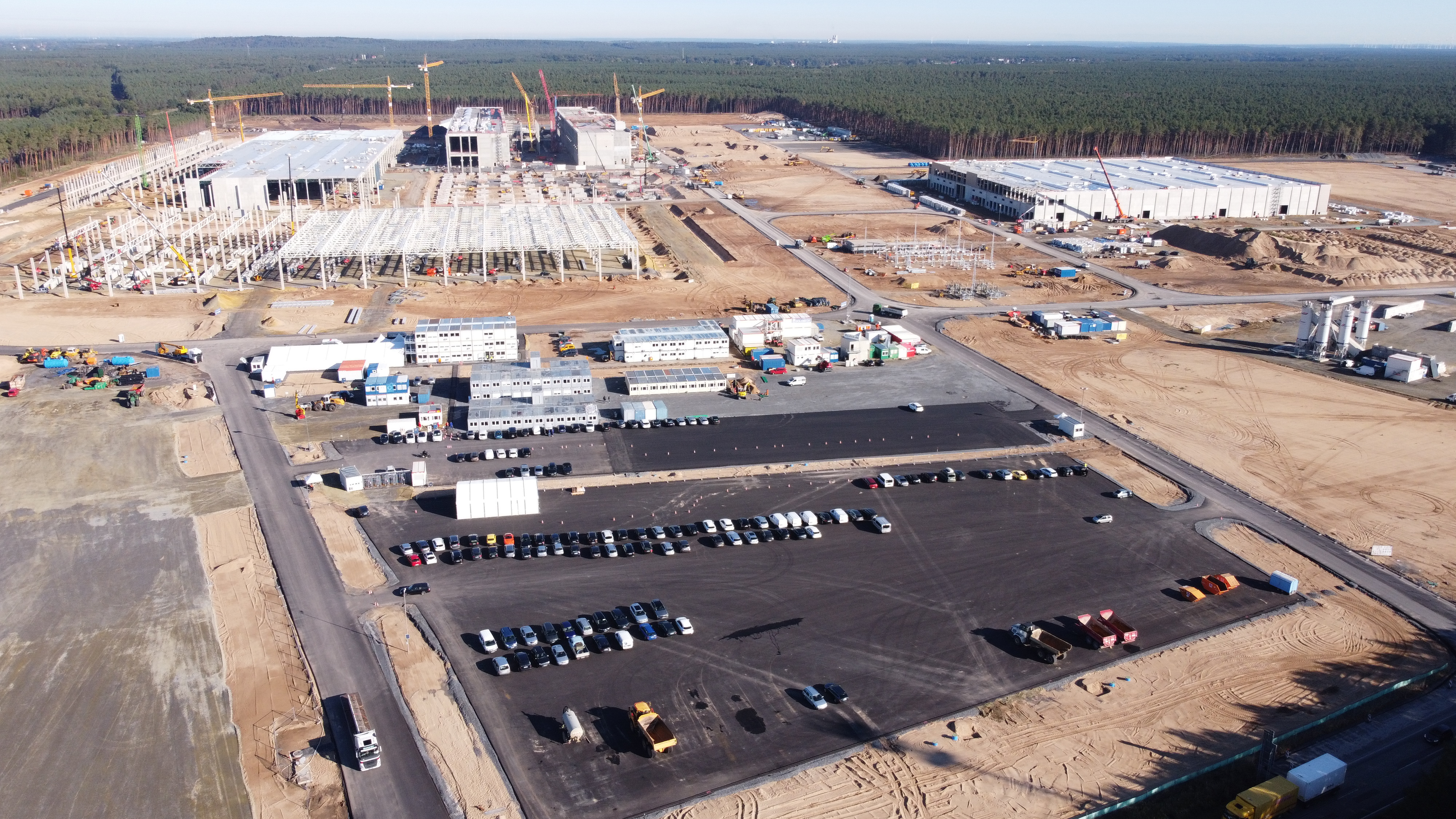
Tesla Gigafactory, 2020

Im Norden des Ortsteiles befindet sich das Güterverkehrszentrum Freienbrink, ein großes Industriegebiet mit mehreren Logistikunternehmen, darunter ein Lidl- und ein Edeka-Logistikstandort. Im nördlichen Teil befindet sich auch die Tesla Gigafactory Berlin-Brandenburg des Autoherstellers Tesla. Die Fabrik nahm Anfang 2022 die Produktion auf.

## Persönlichkeiten mit Verbindung zu Freienbrink
- Karl Hermann Roehricht (1928–2015), Maler und Schriftsteller; lebte von 1962 bis 1977 in Freienbrink
- Leonie Roehricht (1928–2018), Malerin und Grafikerin;  lebte von 1962 bis 1977 in Freienbrink